# Jour de l'amitié
 (septembre 2020).

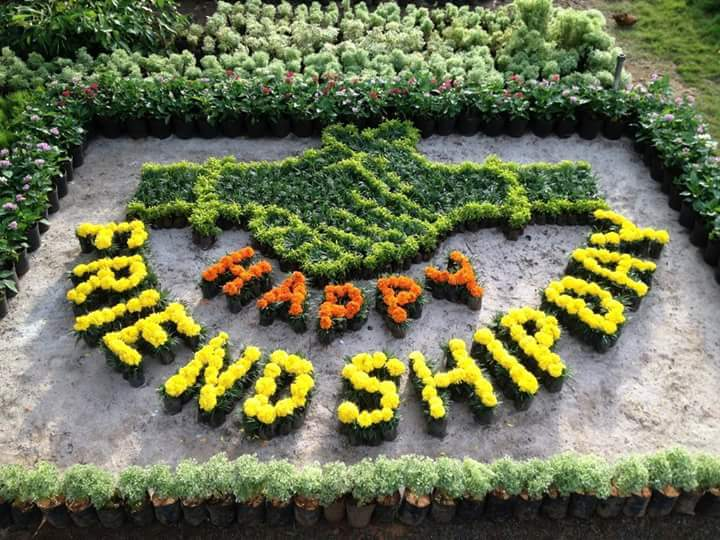

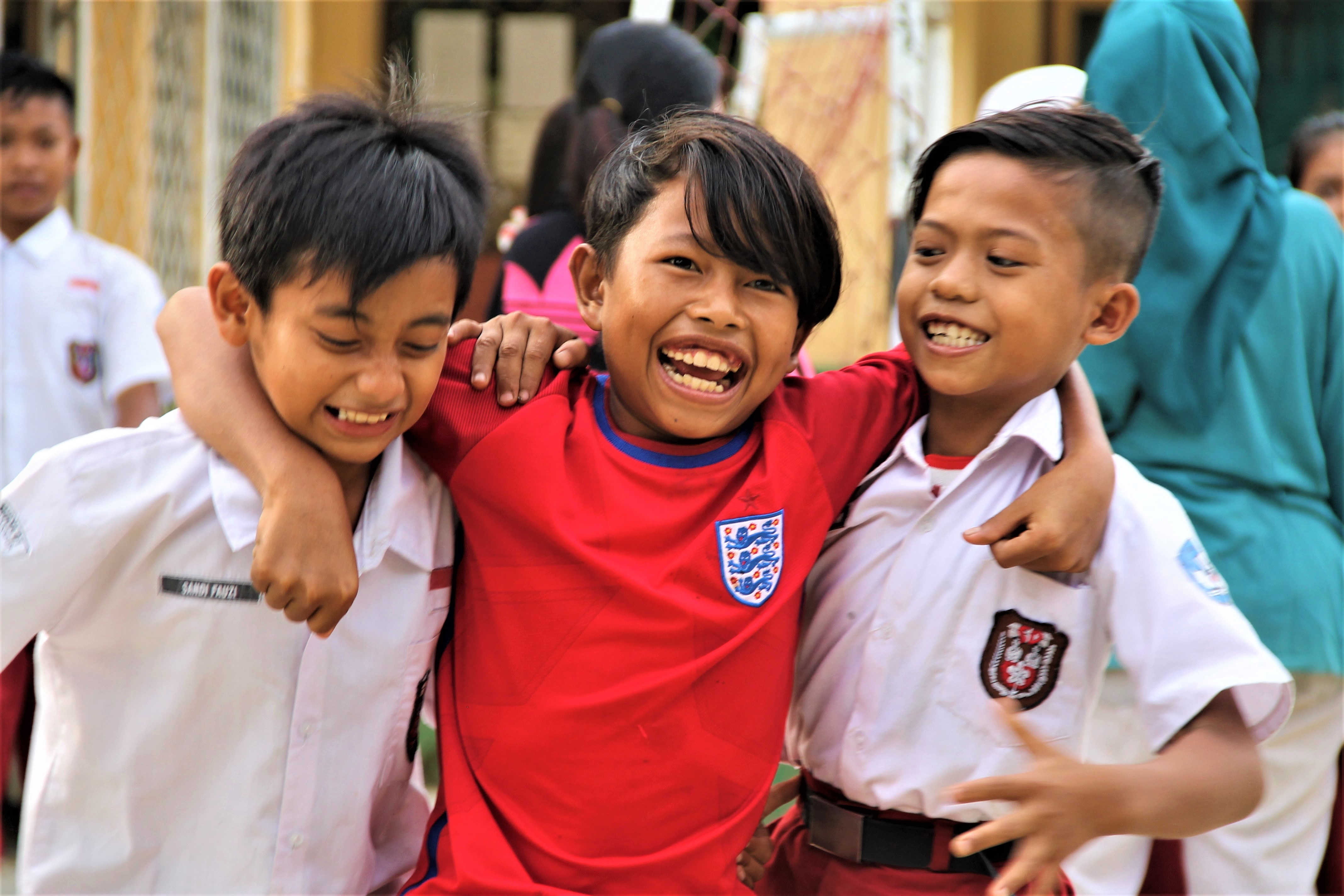

La Journée de l'amitié (également Journée internationale de l'amitié ou Journée des amis) est une journée pour fêter l'amitié dans plusieurs pays. 
Elle a été créée pour la première fois en 1958, au Paraguay, sous le nom de « Journée internationale de l'amitié ». 
L'industrie des cartes de vœux est à l'initiative de sa promotion. Les sites de réseautage social montrent qu'un regain d'intérêt pour les fêtes a été observé, qui peut notamment s'expliquer par la propagation d'Internet, en particulier en Inde, au Bangladesh et en Malaisie. Les téléphones mobiles, la communication numérique et les médias sociaux ont contribué à populariser la coutume. 
Ceux qui font la promotion de cette fête en Asie du Sud lui attribuent une origine américaine. Elle daterait de 1935, mais remonte en réalité à 1919. La Journée de l'amitié donne lieu à une tradition populaire d'échange de cadeaux comme des fleurs, des cartes et des bracelets,. 
Les célébrations de la Journée de l'amitié ont lieu à différentes dates dans différents pays. La première Journée mondiale de l'amitié a été créé le 30 juillet 1958 par la Croisade Mondiale de l'Amitié. Le 27 avril 2011, l'Assemblée générale des Nations unies a déclaré le 30 juillet comme Journée internationale officielle de l'amitié. Cependant, certains pays, comme l'Inde, fêtent la Journée de l'amitié le premier dimanche d'août. Au Népal, celle-ci est fêtée chaque année le 30 juillet. A Oberlin, dans l'Ohio, elle est célébrée le 9 avril.

## Histoire
La Journée de l'amitié a été créée par Joyce Hall, le fondateur de Hallmark Cards, en 1930. Elle devait avoir lieu le 2 août et être un jour où les personnes fêtaient leurs amitiés en organisant des fêtes. Dans les années 1920, l'Association Nationale des cartes de vœux est à l'initiative de la Journée de l'amitié, mais elle a rencontré une résistance de la part des consommateurs étant donné qu'il s'agissait trop manifestement d'un stratagème commercial pour promouvoir les cartes de vœux. Dans les années 1940, le nombre de cartes disponibles aux États-Unis consacrées à la Journée de l'amitié diminue et la fête disparaît en grande partie. Il n'existe à ce jour aucune preuve de son développement en Europe. Cependant, elle a été maintenue vivante et ravivée en Asie, où plusieurs pays l'ont adopté. 
En 1998, aux Nations unies, Winnie l'ourson est nommé ambassadeur mondial de l’amitié par Nane Annan, épouse du secrétaire général des Nations unies, Kofi Annan, en l’honneur de la Journée de l’amitié. L'événement est co-parrainé par le Département de l'Information Publique des Nations unies et par Disney Enterprises, et co-présenté par Kathy Lee Gifford. 
Certains amis s'honorent en échangeant des cadeaux et des cartes en ce jour. Les bracelets brésiliens sont très populaires en Inde, au Népal, au Bangladesh et dans certaines régions d'Amérique du Sud. Avec l’arrivée des sites de réseautage social, la Journée de l'amitié est également fêtée en ligne. Les célébrations de la Journée de l'amitié ont conduit certains à rejeter sa commercialisation, considérée comme étant un « stratagème marketing ». Mais de nos jours, elle est fêtée le premier dimanche d'août plutôt que le 30 juillet. Cependant, le 27 juillet 2011, la 65ème session de l'Assemblée générale des Nations unies a déclaré le 30 juillet comme la « Journée internationale de l'amitié ».
Le Dr Ramon Artemio Bracho a été le premier à proposer l’idée d’une Journée mondiale de l’amitié, le 20 juillet 1958, lors d’un dîner entre amis à Puerto Pinasco, une ville sur la rivière de Río Paraguay située à environ 321,869 kilomètres au nord d’Asuncion, au Paraguay. 
De cette humble réunion d'amis est née la Croisade Mondiale de l'Amitié. La Croisade Mondiale de l'Amitié est une fondation qui promeut l'amitié et la camaraderie entre tous les êtres humains, sans distinction de race, de couleur ou de religion. Depuis lors, chaque année, le 30 juillet est fêté fidèlement comme la Journée de l’amitié au Paraguay et a également été adoptée par plusieurs autres pays. 
Pendant de nombreuses années, la Croisade Mondiale de l'Amitié fait pression sur les Nations unies pour reconnaître le 30 juillet comme la Journée mondiale de l’amitié. Le 20 mai, l’Assemblée générale des Nations unies décide de choisir le 30 juillet comme la Journée internationale de l’amitié, et d'inviter tous les États Membres à fêter celle-ci conformément à la culture et aux coutumes de leurs communautés locales, nationales et régionales, notamment par des activités d'éducation et de sensibilisation du public. 

## Argentine, Brésil, Espagne et Uruguay
En Argentine, au Brésil, en Espagne et en Uruguay, la Journée de l'amitié (ou Journée des amis) est fêtée le 20 juillet. 
C'est une occasion de rencontres amicales et pour saluer les amis actuels et anciens. 
Elle est devenue une fête populaire grâce à Enrique Ernesto Febbraro, un dentiste argentin et Rotarien, qui a eu l’idée de commémorer l’amitié internationale. Il a notamment été inspiré par le jour où Neil Armstrong a marché sur la Lune, pour en faire un geste unificateur d’amitié entre les nations. Febbraro a envoyé 1 000 lettres à des contacts du Rotary International Club à travers le monde pendant que l'Apollo 11 était encore dans l'espace et a reçu 700 réponses qui ont démarré les festivités. 
En Argentine, la Journée de l'amitié s'est transformée en un phénomène de masse très populaire. Par exemple, en 2005, la quantité de messages et d'appels bienveillants a entraîné une panne du réseau de téléphonie mobile dans les villes de Buenos Aires, Mendoza, Córdoba et Rosario, comparable à celle vécue en 2004, le jour de Noël et du Nouvel An. 
Dans la plupart des restaurants, bars et autres établissements, les places sont souvent entièrement réservées une semaine avant la fête. 

## Bangladesh, Malaisie, Inde, Singapour et EAU
Au Bangladesh, en Inde, en Malaisie et aux Émirats arabes unis, la Journée de l'amitié est fêtée le premier dimanche d'août de chaque année. 
Les jeunes font la fête en échangeant des salutations / SMS et en nouant des bracelets brésiliens. 

## Bolivie
En Bolivie, la Journée de l'amitié est fêtée le 23 juillet. 

## Équateur, Mexique et Venezuela
En Équateur, au Mexique et au Venezuela, elle est fêtée le 14 février, tout comme la Saint-Valentin. 

## Estonie et Finlande
En Finlande et en Estonie, la Journée de l'amitié et la Saint-Valentin sont fêtées le même jour, le 14 février. 

## Paraguay
Au Paraguay, on offre des cadeaux à des amis proches et à ceux qu'on aime la veille du 30 juillet. Les festivités ont souvent lieu dans des bars et des discothèques. Le jeu de l’Ami Invisible (Amigo Invisible) est considéré comme une tradition où des petites feuilles de papiers, avec un nom inscrit, sont données à chaque membre du groupe. Chacun d’eux en choisit une secrètement et le 30 juillet, offre un cadeau à la personne inscrite sur le papier. Cette coutume est pratiquée dans les écoles et sur les lieux de travail à Asunción et dans d'autres villes paraguayennes. 

## Pérou
Depuis 2009, le Pérou fête « El dia del Amigo » le premier samedi de juillet. Cette journée a été proposée par la marque de bière Pilsen Callao. Le but était de mettre en valeur la véritable amitié et de différencier sa célébration de la Saint-Valentin. 

## États-Unis
Les États-Unis fêtent la Journée de l'amitié le 15 février. 